# Guccio Gucci
Pour les articles homonymes, voir Gucci (homonymie).
 (janvier 2022).
Si vous disposez d'ouvrages ou d'articles de référence ou si vous connaissez des sites web de qualité traitant du thème abordé ici, merci de compléter l'article en donnant les références utiles à sa vérifiabilité et en les liant à la section « Notes et références ».
Guccio Gucci, né le 26 mars 1881 à Florence et mort le 2 janvier 1953 à Milan, est un maroquinier italien, fondateur de la marque Gucci à Florence en 1921.

## Biographie
Né à Florence, Guccio Gucci est le fils d’un artiste florentin spécialisé dans le travail du cuir. Il passe son enfance entre les grandes capitales européennes. Il y développe son génie pour la mode et l’esthétique en travaillant notamment comme maître d'hôtel à l’Hôtel Savoy de Londres.
En 1921 il fonde la marque Gucci et crée sa première boutique et collection de maroquinerie, fourrures, cuirs, bagagerie, sellerie, accessoires pour l'équitation inspirés de la noblesse anglaise, du monde équestre et de l'artisanat Toscan, à Florence, suivie d’une boutique dans la via Condotti de Rome en 1938 ; elles représentent les premières boutiques d'un immense empire international de couture. Ses premiers succès lui permettent de se diversifier avec des gants, des chaussures et des ceintures.
Dans les années 1940, une pénurie de matières premières due à la dictature fasciste en Italie l'oblige à utiliser de nouvelles matières premières qui feront son succès : le lin et le bambou à la place du cuir. Le « sac bambou Gucci » créé en 1947, le foulard en soie au motif « Flora » spécialement conçu pour Grace Kelly ou encore le mocassin de Gucci, paré d’un mors en métal, sont des modèles aux succès emblématiques de la marque.
Guccio Gucci meurt à Milan en 1953. Ses quatre fils Aldo Gucci, Vasco, Ugo et Rodolfo et ses petits enfants lui succèdent en se livrant des luttes familiales féroces (allant jusqu'au meurtre) pour le contrôle du groupe Gucci dont ils assurent avec succès une expansion internationale et dont ils font un des plus importants symboles de réussite commerciale, artistique et de luxe de toute l'Italie.

## Musée
- Le mocassin classique orné d’un mors en métal entre dans la collection permanente du Costume Institute du Metropolitan Museum of Art de New York.

## Filmographie
Le film américain House of Gucci (2021) de Ridley Scott revient notamment sur l'assassinat de Maurizio Gucci.